# Фергюсон, Мейнард
Мейнард Фергюсон (англ. Maynard Ferguson; 4 мая 1928 — 23 августа 2006) — канадский джазовый музыкант и руководитель джазового оркестра. Начинал свою карьеру в оркестре Стэна Кентона, пока не создал собственный оркестр в 1957 году. Был известен способностью играть соло на трубе в верхних регистрах.

## Биография

### Ранняя жизнь и образование
Мэйнард Фергюсон родился в городе Квебек (Канада). Также как его мать и отец, которые были музыкантами, Мэйнард играл на фортепиано и виолончели с четырёх лет. В 9 лет он услышал первый раз в жизни корнет, в местной церкви, и просил родителей купить ему такой музыкальный инструмент. В 13 лет первый раз выступил солистом с оркестром на Канадской Радиовещательной Корпорации (Canadian Broadcasting Corporation, CBC), как «одаренный ребенок», где исполнил «Серенаду для трубы в джазе», написанную для него Моррисом Дейвисом. Фергюсон получил ученую степень в Монреальской музыкальной консерватории, где проходил обучение с 1943 по 1948 годы с Бернардом Бейкером.
Несмотря на свой уровень, Фергюсон покинул Монреальскую высшую школу в 15 лет, чтобы больше времени отдавать музыке, принимал участие в танцевальных ансамблях управляемых Стэном Вудом, Роландом Дейвидом, и Дэвидом Холмсом. Пока труба для него была первейшим музыкальным инструментом, Фергюсон также осваивал другие духовые музыкальные инструменты. Позже Фергюсон принял участие в танцевальном ансамбле, созданным его братом Перси. Вскоре, руководители джазовых оркестров, приезжавших из США, предлагали ему принять участие в их коллективах и Фергюсон согласился на предложение одного из них.
Фергюсон переехал в США в 1939 и начал играть с такими ансамблями, как джазовые оркестры под управлением Бойда Рейберна, Джимми Дорси и Чарли Барнета. Оркестр Бэрнета был с замечательной секцией труб, в которую входили такие музыканты, как: Док Северинсен, Рэй Ветзель, Джони Хауэлл и Рольф Эриксон. В 1949-м году Бэрнет ушёл в отставку и распустил ансамбль, Фергюсон был свободен и получил предложение играть в новообразовавшемся оркестре Стэна Кентона.

## Дискография
| - 1953 — Jam Session Featuring Maynard Ferguson - 1954 — Stratospheric - 1954 — Dimensions - 1954 — Maynard Ferguson’s Hollywood Party - 1955 — Maynard Ferguson Octet - 1955 — Around the Horn - 1956 — The Birdland Dream Band, Vol. 1 - 1956 — Maynard Ferguson and His Original Dreamband [live] - 1957 — Boy with Lots of Brass - 1957 — The Birdland Dream Band, Vol. 2 - 1958 — Swingin' My Way through College - 1958 — A Message from Newport - 1959 — Jazz for Dancing - 1960 — Newport Suite - 1960 — Maynard '61 - 1960 — Two’s Company - 1960 — Let’s Face the Music and Dance - 1961 — «Straightaway» Jazz Themes - 1962 — Maynard '62 - 1962 — Si! Si! M.F. - 1962 — Maynard '63 - 1962 — Message from Maynard - 1962 — Maynard '64 - 1964 — Come Blow Your Horn - 1964 — Color Him Wild - 1964 — Blues Roar - 1964 — The New Sound of Maynard Ferguson - 1965 — The World of Maynard Ferguson - 1965 — Maynard Ferguson Sextet - 1965 — Six by Six: Maynard Ferguson and Sextet - 1966 — Ridin' High - 1967 — Sextet 1967 [live] - 1967 — Orchestra 1967 [live] - 1968 — Trumpet Rhapsody - 1969 — Ballad Style of Maynard Ferguson - 1971 — Maynard Ferguson (released in UK as Alive and Well in London) - 1970 — M.F. Horn - 1972 — M.F. Horn Two |  | - 1973 — M.F. Horn 3 - 1974 — M.F. Horn 4 & 5: Live at Jimmy’s - 1974 — Chameleon (Maynard Ferguson LP) - 1976 — Primal Scream - 1977 — Montreux Summit Vol 1 - 1977 — Montreux Summit Vol 2 - 1977 — Conquistador - 1977 — New Vintage - 1978 — Carnival - 1979 — Hot - 1979 — The Best of Maynard Ferguson - 1980 — It’s My Time - 1982 — Hollywood - 1983 — Storm - 1984 — Live from San Francisco - 1986 — Body and Soul - 1987 — High Voltage, Vol. 1 - 1988 — High Voltage, Vol. 2 - 1988 — Big Bop Nouveau - 1992 — Footpath Cafe - 1993 — Dues (reissue of Color Him Wild) - 1993 — The Essence of Maynard Ferguson (collection) - 1993 — Live from London - 1994 — Live at Peacock Lane Hollywood 1957 - 1994 — Live at the Great American Music Hall, Part 1 - 1994 — These Cats Can Swing - 1995 — Live at the Great American Music Hall, Part 2 - 1996 — One More Trip to Birdland - 1997 — Master of the Stratosphere (collection) - 1998 — Brass Attitude - 2001 — Swingin’ for Schuur - 2003 — Jam Session - 2004 — Live at Peacock Lane 1956 - 2005 — Maynard Ferguson (collection) - 2006 — M.F. Horn 6: Live at Ronnie’s - 2007 — On A High Note: The Best of the Concord Jazz Recordings (released 2/6/07) - 2007 — The One and Only (released 5/4/07) - 2007 — A Message from Birdland (released 8/14/07) |